# Danh sách phím tắt bàn phím
Trong máy tính, phím tắt là một chuỗi hoặc kết hợp các tổ hợp phím trên bàn phím máy tính gọi các lệnh trong phần mềm.
Hầu hết các phím tắt yêu cầu người dùng nhấn lần lượt một phím hoặc một chuỗi phím. Các phím tắt khác yêu cầu nhấn và giữ nhiều phím đồng thời (được biểu thị trong bảng dưới đây bằng dấu: +). Các phím tắt có thể phụ thuộc vào bố cục bàn phím.

## So sánh các phím tắt
Các phím tắt là một khía cạnh phổ biến của hầu hết các hệ điều hành hiện đại và các ứng dụng phần mềm liên quan. Việc sử dụng chúng đủ phổ biến để một số người dùng coi chúng là một yếu tố quan trọng trong các tương tác hàng ngày của họ với máy tính. Cho dù được sử dụng như một vấn đề sở thích cá nhân hay cho công nghệ thích ứng, sự phổ biến của các quy ước chung có nghĩa là một sự so sánh có ý nghĩa các phím tắt có thể được thực hiện trên các hệ điều hành được sử dụng rộng rãi khác nhau.

## Các phím tắt chung
Một lưu ý liên quan đến các phím tắt của KDE là chúng có thể được thay đổi và danh sách dưới đây chứa các giá trị mặc định. Một số kết hợp không đúng với các phiên bản hệ điều hành được bản địa hóa. Ví dụ: trong phiên bản Windows không phải tiếng Anh, menu Edit không phải lúc nào cũng bị ràng buộc với phím tắt E. Hơn nữa, nhiều phím tắt (chẳng hạn như Ctrl + Z, Alt + E, v.v.) chỉ là quy ước chung và không được xử lý bởi hệ điều hành. Các lệnh như vậy có được thực hiện (hay không) phụ thuộc vào cách một chương trình ứng dụng thực tế (chẳng hạn như một trình soạn thảo) được lập trình. Không phải tất cả các ứng dụng đều tuân theo (tất cả) các quy ước này, vì vậy nếu nó không hoạt động, nó là không tương thích.
| Tổ hợp phím | Chức năng                  |
| ----------- | -------------------------- |
| Windows + W | Mở phần Widget của Windows |
| Windows + Z | Chọn kiểu chia màn hình    |

| Tổ hợp phím                                              | Chức năng                                                                     |
| -------------------------------------------------------- | ----------------------------------------------------------------------------- |
| Ctrl + C:                                                | Sao chép đối tượng đã chọn                                                    |
| Ctrl + X:                                                | Cắt (Cut) đối tượng đã chọn                                                   |
| Ctrl + V:                                                | Dán (Paste) đối tượng đã chọn                                                 |
| Ctrl + Z:                                                | Quay lại thời điểm trước đó (Undo)                                            |
| Ctrl + A:                                                | Chọn tất cả.                                                                  |
| Ctrl + một phím di chuyển (trái/phải/lên/xuống):         | Chọn nhiều tập tin/thư mục rời rạc.                                           |
| Ctrl + Alt + A:                                          | Chụp màn hình                                                                 |
| Ctrl + Shift + một phím di chuyển (trái/phải/lên/xuống): | Chọn nhiều tập tin/thư mục liên tục.                                          |
| Ctrl + Alt + Một phím di chuyển (trái/phải/lên/xuống):   | Quay màn hình                                                                 |
| Ctrl + Shift + dùng chuột kéo đi:                        | Tạo shortcut cho tập tin/thư mục đã chọn.                                     |
| Ctrl + phím di chuyển sang phải:                         | Đưa trỏ chuột tới cuối từ đang đứng sau nó.                                   |
| Ctrl + phím di chuyển sang trái:                         | Đưa trỏ chuột lên ký tự đầu tiên của từ trước nó.                             |
| Ctrl + phím di chuyển xuống:                             | Đưa trỏ chuột đến đầu đoạn văn tiếp theo.                                     |
| Ctrl + phím di chuyển lên:                               | Đưa con trỏ chuột đến đầu đoạn văn trước đó.                                  |
| Ctrl + Esc:                                              | Mở Start Menu, thay thế phím Windows.                                         |
| Ctrl + Tab:                                              | Di chuyển qua lại giữa các thẻ của trình duyệt theo thứ tự từ trái sang phải. |
| Ctrl + Shift + Tab:                                      | Di chuyển qua lại giữa các thẻ của trình duyệt theo thứ tự từ phải sang trái. |
| Ctrl + F4:                                               | Đóng cửa số hiện hành của trong chương trình đang thực thi.                   |
| Ctrl + Alt + Tab:                                        | Sử dụng các phím mũi tên để chuyển đổi giữa các ứng dụng đang mở.             |
| Ctrl + Shift + Esc:                                      | Mở Task Manager                                                               |
| Ctrl + Esc:                                              | Mở Start menu                                                                 |
| Ctrl + Shift:                                            | Thay đổi ngôn ngữ sử dụng trên bàn phím                                       |

| Tổ hợp phím              | Chức năng                                                  |
| ------------------------ | ---------------------------------------------------------- |
| Alt + Enter:             | Mở cửa sổ Properties của tập tin/thư mục đang chọn.        |
| Alt + F4:                | Đóng tất cả chương trình đang chạy                         |
| Alt + Tab:               | Chuyển đổi qua lại giữa các chương trình đang chạy         |
| Alt + Esc:               | Chọn có thứ tự một cửa sổ khác đang hoạt động để làm việc. |
| Alt + nhấn chuột:        | Di chuyển nhanh đến một phần của văn bản từ mục lục.       |
| Alt + F8:                | Hiển thị mật khẩu trên màn hình đăng nhập.                 |
| Alt + phím mũi tên trái: | Quay lại trang trước.                                      |
| Alt + phím mũi tên phải: | Đi về trang phía sau.                                      |

| Tổ hợp phím | Chức năng                                                                      |
| ----------- | ------------------------------------------------------------------------------ |
| F1:         | Mở phần trợ giúp của một phần mềm.                                             |
| F2:         | Đổi tên đối tượng đã chọn                                                      |
| F3:         | Mở tính năng tìm kiếm tập tin/thư mục trong My Computer.                       |
| F4:         | Mở danh sách địa chỉ trong mục Address của My Computer.                        |
| F5:         | Làm tươi các biểu tượng trong cửa sổ hiện hành.                                |
| F6:         | Di chuyển xung quanh các phần tử của màn hình trên một cửa sổ hay trên desktop |
| F10:        | Truy cập vào thanh Menu của ứng dụng hiện hành                                 |

| Tổ hợp phím     | Chức năng |
| --------------- | --- |
| Backspace:      | Trở lại danh mục trước đó, tương tự Undo.                                                                       |
| Shift:          | Giữ phím này khi vừa cho đĩa vào ổ đĩa quang để không cho tính năng "autorun" của đĩa CD/DVD tự động kích hoạt. |
| Shift + Delete: | Xóa vĩnh viễn tập tin/thư mục mà không cho vào thùng rác.                                                       |
| Shift + F10:    | Mở menu shortcut cho đối tượng đã chọn                                                                          |
| Enter:          | Xác nhận dữ liệu đã nhập thay cho các nút của chương trình, như OK,...                                          |
| Tab:            | Di chuyển giữa các thành phần trên cửa sổ.                                                                      |

## Phím tắt với ALT
| Tổ hợp phím               | Chức năng                                                                        |
| ------------------------- | -------------------------------------------------------------------------------- |
| ALT + F4                  | Đóng chương trình đang sử dụng / Hiển thị hôp thoại tắt máy                      |
| ALT + F8                  | Chạy lệnh Macro                                                                  |
| ALT + TAB                 | Mở đa nhiệm, chuyển cửa sổ đang chạy.                                            |
| ALT + ESC                 | Chuyển cửa sổ đang chạy.                                                         |
| ALT + (Mũi tên trái/phải) | Tiến/Lùi trang (trên trình duyệt). Chuyển tác vụ (trong một số ứng dụng hỗ trợ). |
| ALT + (Số 1-9)            | Chuyển tác vụ/cửa sổ đang chạy theo số thứ tự.                                   |

## Với phím Windows
| Tổ hợp phím            | Chức năng                                                                   |
| ---------------------- | --------------------------------------------------------------------------- |
| Windows:               | Mở hoặc đóng menu Start.                                                    |
| Windows + Shift + S:   | Chụp màn hình                                                               |
| Windows + Break:       | Mở cửa sổ System Properties.                                                |
| Windows + D:           | Ẩn/hiện màn hình Desktop.                                                   |
| Windows + M:           | Thu nhỏ cửa sổ hiện hành xuống thanh taskbar.                               |
| Windows + E:           | Mở File Explorer để xem các ổ đĩa, thư mục.                                 |
| Windows + F:           | Tìm kiếm chung.                                                             |
| Windows + Ctrl + F:    | Mở Find Computer.                                                           |
| Windows + F1:          | Xem thông tin hướng dẫn của hệ điều hành.                                   |
| Windows + L:           | Khóa màn hình máy tính.                                                     |
| Windows + R:           | Mở cửa sổ Run.                                                              |
| Windows + U:           | Mở Ease of Access Center trong Control Panel.                               |
| Windows + A:           | Mở Action center.                                                           |
| Windows + C:           | Mở Cortana trong chế độ nghe.                                               |
| Windows + Alt + D:     | Hiển thị, ẩn ngày giờ trên máy tính.                                        |
| Windows + I:           | Mở Settings.                                                                |
| Windows + P:           | Chọn chế độ hiển thị trình bày (khi kết nối với máy chiếu, màn hình ngoài). |
| Windows + PrtSc SysRq: | Chụp lại màn hình máy tính.                                                 |
| Windows + G:           | Mở Xbox game bar.                                                           |

## Tính năng hệ thống:
Nhấn giữ phím Shift bên phải trong 8 giây: Tắt/mở FilterKeys.
Alt trái + Shift trái + Print Screen: Tắt/mở High Contrast.
Alt trái + Shift phải + Numlock: Tắt/mở MouseKeys.
Nhấn phím Shift 5 lần: Tắt/mở StickyKeys either.
Nhấn và giữ phím Numlock trong 5 giây: Tắt/mở ToggleKey either

## Phím tắt Windows dùng trong trình soạn thảo:
Ctrl + U: Gạch chân chữ
Ctrl + I: In nghiêng chữ
Ctrl + B: In đậm chữ
Ctrl + O: Mở dữ liệu.
Ctrl + N: Tạo mới.
Ctrl + S: Lưu đè lên tập tin dữ liệu đã có.
Ctrl + W: Mở cửa sổ mới, Đóng cửa sổ
Alt + F: Hiện danh sách thực đơn từ cửa sổ hiện tại.
Ctrl + P: Gọi tính năng in ấn từ ứng dụng đang chạy.
Ctrl + F10: Phóng to/thu nhỏ cửa sổ ứng dụng.
- Tổng hợp những phím tắt đắt giá trong Microsoft Excel
- Tổng hợp phím tắt Microsoft Word thông dụng

## Phím tắt Windows dành cho Trình duyệt:
Ctrl + B: Mở danh sách địa chỉ yêu thích của trình duyệt.
Ctrl + E: Di chuyển đến thanh tìm kiếm của trình duyệt.
Ctrl + F: Tìm kiếm thông minh trên website đang mở.
Ctrl + H: Mở lịch sử lướt web.
Ctrl + I: Mở cây thư mục quản lý địa chỉ yêu thích.
Ctrl + L: Hiển thị hộp thoại nhập địa chỉ trang web cần truy cập.
Ctrl + N: Tạo mới một cửa sổ trình duyệt web.
Ctrl + R: Làm mới lại dữ liệu đang hiển thị từ một website.
Ctrl + F5: Làm mới lại trang web mà xóa bỏ dữ liệu cũ đang có trong Cache.
Ctrl + T: Mở thẻ mới.
Ctrl + W: Tắt thẻ hiện tại
Alt + F5: Tắt trang
Windows + go M: Thoát trang

## Trên bàn làm việc (màn hình chính/desktop):
Windows + L: Khóa màn hình desktop.
Windows + Tab: Di chuyển giữa 2 cửa sổ đang mở.
Windows + Ctrl + Shift + B: Khởi động lại trình điền khiển đồ họa của máy tính